# Christoffer Carlsson (calciatore)
Fredrik Christoffer Carlsson (Falkenberg, 15 gennaio 1989) è un ex calciatore svedese, di ruolo centrocampista.

## Caratteristiche tecniche
Esterno di centrocampo, gli vengono attribuite velocità e creatività tra le sue qualità migliori.

## Carriera

### Club
Il suo club di formazione è lo Stafsinge, squadra del quartiere di Falkenberg di cui è originario. Carlsson si è trasferito al settore giovanile del Landskrona BoIS nel 2005, debuttando in prima squadra in Superettan l'anno seguente all'età di 17 anni.
Dopo quattro stagioni in bianconero, Carlsson è tornato nella sua città natale nel 2010 giocando per la prima volta nel Falkenberg, rimanendovi fino alla scadenza del contratto fissata per il dicembre 2012.
Nel frattempo, nell'agosto del 2012, il centrocampista si era accordato con l'Hammarby firmando un contratto valido a partire dal campionato successivo. L'accordo, che prevedeva una durata di tre anni con opzione per il quarto, è terminato prematuramente dopo la decisione del giocatore di lasciare la squadra. Il Falkenberg, neopromosso in Allsvenskan per la prima volta nella sua storia, lo ha riacquistato dopo un solo anno.

### Nazionale
Ha giocato nelle nazionali giovanili svedesi Under-17 ed Under-19.

## Palmarès

### Club

#### Competizioni nazionali
- Ettan: 1

Falkenberg: 2024